# مارون کریستی
مارون کریستی (انگلیسی: Morven Christie؛ زادهٔ ۱۹۷۹) بازیگر اهل بریتانیا است. وی از سال ۲۰۰۳ میلادی تاکنون مشغول فعالیت بوده‌است.
از فیلم‌ها یا برنامه‌های تلویزیونی که وی در آن نقش داشته‌است، می‌توان به موزون و مرگ در بهشت اشاره کرد.